# Bentley Eight
O Bentley Eight é um sedan “de entrada” da Bentley.